# ベルタ・ベンツ

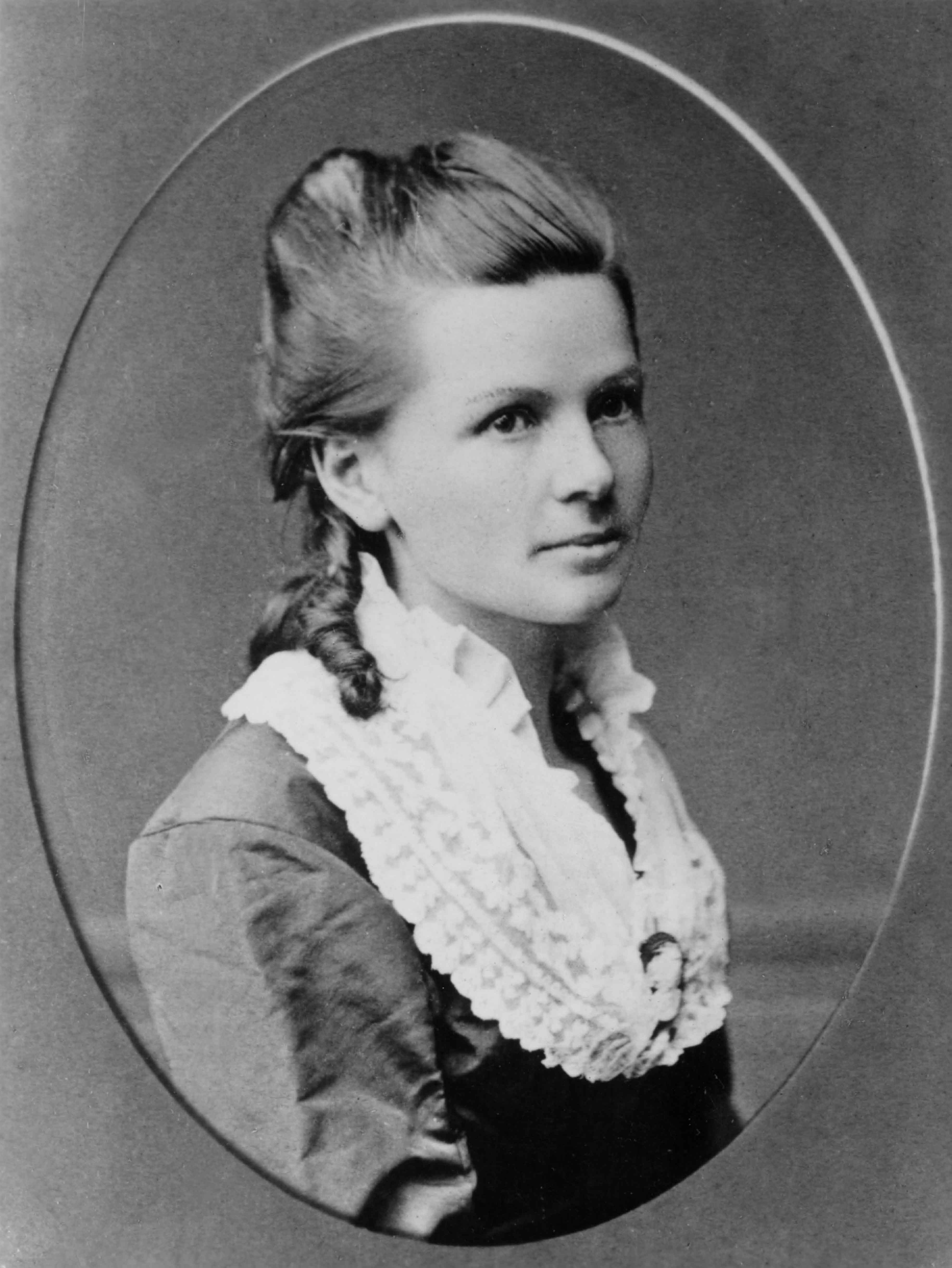
カール・ベンツのビジネスパートナーとなった1871年ごろのベルタ・ベンツ

 ベルタ・ベンツ (ドイツ語：Bertha Benz 旧姓：Ringer, 1849年3月3日 – 1944年5月5日) は、ドイツ人の自動車のパイオニアである。彼女は自動車の発明者カール・ベンツの妻であり、ビジネスパートナーでもあった。1888年に、開発したベンツ・パテント・モトールヴァーゲンに乗車し、初めて長距離旅行を行った人物として有名である。 それらの行動による宣伝によって、世界中の注目を浴びることに成功し、開発した車の販売を促進することとなった。